# ロボットパルタ
ロボットパルタは、NHKプチプチ・アニメで1994年より放送中の1話5分のストップモーション・アニメーションとその主人公の名前である。

## 概要
1994年11月8日初回放送。
登場するキャラクターのほとんどはロボットという設定。主にプラスチック板を使用して作成している。
保田克史が「えび天」（三宅裕司のえびぞり巨匠天国。第10回・1991年3月放送）で発表した作品「パルサー(PULSAR)」(1990年)が源流といわれる。なお、「パルタ」という名前と、ボディの色は「パルサー」を元にしたという。

## 主な登場キャラクター
パルタ
声 - 宮原奈緒美
主人公のロボット。体は真っ白で四角く、目は丸い。言葉は、パ行で話すパルタ語。
ピプコ
声 - 島ゆうこ（1995年 - 2001年）→利田優子（2000年 - 2004年）
ヒロインのロボット。パルタの彼女。髪の毛があり、茶髪で長さは肩まである。ワガママな所がある。
コロタ
パルタと仲のいいロボット犬。飼われている。時々パルタの家に遊びに来る。
ロボクロ
パルタの動く目覚まし時計。パルタと一緒にアルバイトする良き仲間。
ロボシュワ
たくましいロボットだが、柔道で負ける場合がある。くじ運は良くないらしい。

## スタッフ
- アニメーション：保田克史
- 音楽：山下尚輝

## 放送時間
- 隔週木曜 8:45 - 8:50（本放送）

## エピソード
- ☆…2007年度以降放送なし。

1994年
- 第1話：ぼくはねぼすけ

1995年
- 第2話：からだをきたえよう!
- 第3話：ロボキュー隊だいかつやく!
- 第4話：おおきなたまご
- 第5話：はくぶつかんのけいびはたいへん!
- 第6話：かいていだいぼうけん

1996年
- 第7話：ピプコのおおそうじ
- 第8話：デートだ!いそげ

1997年
- 第9話：イヌのコロタ

1998年
- 第10話：パルタの大あたり!
- 第11話：キノコ星人あらわる

1999年
- 第12話：おたからたんけんたい
- 第13話：もっとからだをきたえよう!
- 第14話：くるまをつくろう! ☆

2000年
- 第15話：ロボシュワのおまわりさん
- 第16話：パルタたんじょうのひみつ
- 第17話：やまでからだをきたえよう! ☆

2001年
- 第18話：ドタバタショッピング
- 第19話：ピプコのおえかきだいすき!

2002年
- 第20話：えいが村でおおさわぎ! ☆
- 第21話：よみがえったブリキロボ
- 第22話：サーカスはたのしいね!
- 第23話：サボテンはおどる!?

2003年
- 第24話：雪山であそぼう!
- 第25話：ロボシュワのムサシ?

2004年
- 第26話：さばくでショッピング!
- 第27話：みんなのダンス!
- 第28話：雨にもまけず! ☆

2005年
- 第29話：湖のひみつ
- 第30話：宇宙たんけん隊!

2006年
- 第31話：レースだ!ゴーゴーゴー!

2008年
- 第32話：モンスターをつくろう!

2009年
- 第33話：パルタの鬼たいじ

2010年
- 第34話：パルタのヒーロー伝説
- 第35話：またまたヒーロー伝説

2011年
- 第36話：コロタ イン ワンダーランド
- 第37話：さいごのヒーロー伝説!

2013年
- 第38話：ピプコのドリームプリンセス
- 第39話：ヒゲ山城で巻物を探せ!

2014年
- 第40話：こうやのだいぼうけん!

2015年
- 第41話：ジャックとしろいきょじん

2016年
- 第42話：竜宮城へ行こう!

2017年
- 第43話：怪盗トビーをつかまえろ！

2019年
- 第44話：テクテクひとりたび[3]
- 第45話：ドタバタ猛レース[4]

2021年
- 第46話：ドタバタ！うちゅうたんけん[5]

2022年
- 第47話：パルタの大そうさく[6]

## オープニング・エンディング
オープニング
- 第1話-第3話

ピンクバックに緑色の「ロボットパルタ」のロゴが集合する。
- 第4話-第34話

9つのパルタの顔に中央真ん中のパルタの顔がくしゃみをしてCGのタイトルロゴが出る。使用期間では最も最長である。
- 第35話-

ハイビジョン化に伴い、サイドパネルに4つずつのパルタの顔に画面中央の巨大なパルタの顔に丸く配置された複数のパルタの顔がルーレット状に表情が変化して、前述同様画面中央の巨大なパルタの顔がくしゃみをしてタイトルロゴが出る。それとともにサイドパネルのパルタの顔の表情も変化する。
エンディング
- 第1話-第3話

ピンクバックにパルタの目覚まし時計。
- 第4話-第15話

ピンクと青の三角形の背景にパルタとピプコが手を振る。
- 第16話-第18話

パルタが両手を上げるポーズ。このエンディングから静止画に変更された。
- 第19話-第34話

パルタとピプコが風呂敷を背負ったコロタの世話をする。使用期間の中では最も最長である。
- 第35話-第42話、第46話-

パルタ、ピプコ、コロタがパルタの顔をした飛行船に乗って楽しむ。このエンディングから「ロボットパルタ」の文字がタイトルロゴに変更された。
- 第43話-第44話

ロボットパルタのキャラクターが集合する。
- 第45話

この回の表彰式。ロボシュワが1位、トビノスケが2位、パルタが3位。

## 主題歌
「パルタのテーマ」
作詞・作曲 - 山下尚輝 / 歌 - 伊澤美穂

## 関連番組
- パーパーニャキニャキ！？　第2回「ロボットパルタはなぜ動く？」2011年10月12日 初回放送

## 商品
2008年12月までにポニーキャニオンから以下のDVDが発売されている（VHSも発売されていた）。
- NHKプチプチアニメロボットパルタ ぼくはねぼすけ (第1話 ~ 第5話)
- NHKプチプチアニメロボットパルタ ピプコのおおそうじ! (第6話 ~ 第10話)
- NHKプチプチアニメロボットパルタ お宝たんけん隊　(第11話 ~ 第15話)
- NHKプチプチアニメロボットパルタ パルタたんじょうのひみつ!  (第16話 ~ 第20話)
- NHKプチプチアニメロボットパルタ よみがえったブリキロボ　(第21話 ~ 第25話)
- NHKプチプチアニメロボットパルタ レースだ!ゴーゴーゴー![8]